# Thymus catharinae
Thymus catharinae là một loài thực vật có hoa trong họ Hoa môi. Loài này được Camarda mô tả khoa học đầu tiên năm 2003.